# Жертвен козел
Жертвен козел в юдаизма се нарича жертвено животно, предназначено за специална церемония, част от ритуала на еврейския празник Йом Кипур – „Ден за изкупление“ (Левит, 16), от времето на Йерусалимския храм . Това е козел, върху който символично се възлагат греховете на целия народ, след което се натирва сред дивата природа и се изоставя там.

## В религиозен план
Според "Танах", като част от така наречените корбанот (жертвоприношения), в деня на Йом Кипур 2 козела, заедно с 1 бик, се завеждат до мястото за жертвоприношение в Йерусалимския храм — жертвеник за всеизгаряне (цялостно изгаряне). Чрез хвърляне на жребий (т.е. на хазартен принцип, но с предположението, че така се дава израз на провидението) свещеникът избира 1 от козлите за да бъде изгорен на олтара заедно с бика, докато вторият бива обречен да стане „жертвеният козел“. Свещеникът поставя ръцете си върху главата му и изповядва всички грехове на народа на Израел, след което козелът, за който вече се смята, че ги носи със себе си, се извежда сред дивата природа, където се оставя да умре, или се хвърля от една стръмна скала на около 10 км. от Йерусалим.
Историята за жертвения козел от "Левит" се интерпретира от християнството, като символично представяне на саможертвата на Христос, който поема на свой гръб греховете на цялото човечество, след като по заповед на свещениците е бил прогонен от града.

## „Жертвен козел“ като метафора
В преносен смисъл, „жертвен козел“ е този, който бива избран наслуки да поеме вината за дадено бедствие или нещастно събитие. Да „търсиш жертвен козел“ означава се опитваш да намериш, кого да обявиш произволно - било то някой човек или дадена група от хора - вменявайки му (в общи линии - неоснователно и тенденциозно, но и неопровержимо) отговорност за дадено множество от проблеми. Търсенето на жертвен козел е един от най-важните инструменти, с който си служи пропагандата. Например по времето на нацистката и фашистката пропаганда евреите са сочени, като причина за политическия срив и икономическите проблеми на Германия и други страни. Този подход оказва пагубно въздействие върху нарочените, особено когато са малцинство или им е трудно да се защитят от обвиненията, които им се отправят. По едно или друго време на подобно отношение са били подлагани: актьорите, негрите, проститутките, имигрантите, комунистите, монасите, капиталистите, индианците, вещиците, жените, бедните, евреите, полицаите, чумавите, учените, хомосексуалните, политиците, наркоманите, славяните, циганите, американците. Отрицателното отношение към това, дадена малцинствена група да бъде заклеймявана, като жертвен козел, води до създаването на някои правила, засягащи до голяма степен употребата на езика и изразяващи се предимно в така наречената „политическа коректност“.